# Barrio de Santa Cruz, Veracruz
Barrio de Santa Cruz är en ort i Mexiko.   Den ligger i kommunen Tonayán och delstaten Veracruz, i den sydöstra delen av landet, 230 km öster om huvudstaden Mexico City. Barrio de Santa Cruz ligger 2 029 meter över havet och antalet invånare är 266.
Terrängen runt Barrio de Santa Cruz är kuperad söderut, men norrut är den bergig. Runt Barrio de Santa Cruz är det tätbefolkat, med 511 invånare per kvadratkilometer. Närmaste större samhälle är Banderilla, 15,1 km söder om Barrio de Santa Cruz. Omgivningarna runt Barrio de Santa Cruz är en mosaik av jordbruksmark och naturlig växtlighet.